# Kjeld Østrøm
Kjeld Østrøm (8. januar 1933 - 6. januar 2000) var en dansk roer fra København.
Østrøm deltog ved OL 1956 i Melbourne, hvor han sammen med Finn Pedersen udgjorde den danske toer uden styrmand. Efter at være sluttet på andenpladsen i det indledende heat kom den danske båd ind på sidstepladsen i semifinalen efter Sovjetunionen, Østrig og New Zealand.
Østrøm og Pedersen vandt desuden en EM-guldmedalje i toer uden styrmand ved EM 1954 i Amsterdam og en bronzemedalje i samme disciplin ved EM 1953 i København.